# Мировой Гран-при по волейболу 1998
6-й розыгрыш Гран-при — международного турнира по волейболу среди женских национальных сборных — прошёл с 21 августа по 13 сентября 1998 года в 7 городах 5 стран с участием 8 команд. Финальный этап был проведён в Гонконге (Китай). Победителем турнира в третий раз в своей истории стала сборная Бразилии.

## Команды-участницы
Россия, Италия — по результатам мирового рейтинга среди команд CEV;
Китай, Япония, Южная Корея — по результатам мирового рейтинга среди команд AVC;
Куба, США — по результатам мирового рейтинга среди команд NORCECA;
Бразилия — по результатам мирового рейтинга среди команд CSV.

## Система проведения розыгрыша
На предварительном этапе 8 команд-участниц выступали по туровой системе. В каждом туре (всего их было три) команды делились на четвёрки и проводили в них однокруговые турниры. Все результаты шли в общий зачёт. В играх финального этапа, проводившегося по системе плей-офф, участвовали четыре лучшие команды по итогам предварительного этапа.

## Предварительный этап
21 августа — 6 сентября

### Турнирная таблица
| М | Команда     | И | В | П | С/П   | О  |
| - | ----------- | - | - | - | ----- | -- |
| 1 | Куба        | 9 | 8 | 1 | 25:6  | 17 |
| 2 | Россия      | 9 | 7 | 2 | 24:9  | 16 |
| 3 | Китай       | 9 | 7 | 2 | 21:9  | 16 |
| 4 | Бразилия    | 9 | 6 | 3 | 22:12 | 15 |
| 5 | Италия      | 9 | 4 | 5 | 14:21 | 13 |
| 6 | Южная Корея | 9 | 2 | 7 | 11:24 | 11 |
| 7 | Япония      | 9 | 2 | 7 | 10:23 | 11 |
| 8 | США         | 9 | 0 | 9 | 4:27  | 9  |

### 1-й тур
21—23 августа

#### Группа А
Макао
21.08: Россия — Япония 3:0 (15:6, 15:8, 15:10); Италия — Бразилия 3:2 (15:13, 15:11, 2:15, 12:15, 15:13).
22.08: Россия — Италия 3:0 (15:11, 15:10, 15:8); Япония — Бразилия 3:2 (9:15, 8:15, 15:6, 15:10, 15:13).
23.08: Италия — Япония 3:1 (8:15, 15:3, 16:14, 16:14); Россия — Бразилия 3:0 (15:13, 15:7, 15:9).

#### Группа В
Чунцин
21.08: Куба — США 3:0 (15:6, 15:8, 15:6); Китай — Южная Корея 3:0 (17:15, 15:13, 15:5).
22.08: Куба — Южная Корея 3:0 (15:8, 15:11, 15:12); Китай — США 3:0 (15:6, 15:8, 15:9).
23.08: Южная Корея — США 3:1 (8:15, 15:12, 15:7, 15:6); Куба — Китай 3:0 (15:10, 16:14, 15:13).

### 2-й тур
28—30 августа

#### Группа С
Фэншань
28.08: Куба — Южная Корея 3:0 (16:14, 15:10, 15:5); Бразилия — Япония 3:0 (15:3, 15:4, 15:8).
29.08: Куба — Япония 3:0 (15:10, 15:9, 15:7); Бразилия — Южная Корея 3:2 (15:13, 8:15, 15:12, 7:15, 15:6).
30.08: Южная Корея — Япония 3:2 (8:15, 15:7, 17:15, 14:16, 15:12); Бразилия — Куба 3:1 (15:9, 11:15, 15:10, 15:6).

#### Группа D
Бангкок
28.08: Россия — Италия 3:0 (15:12, 15:9, 15:10); Китай — США 3:0 (15:2, 15:4, 15:5).
29.08: Россия — США 3:2 (13:15, 15:11, 15:6, 8:15, 15:11); Китай — Италия 3:1 (15:10, 15:13, 13:15, 15:7).
30.08: Италия — США 3:1 (7:15, 15:13, 15:13, 15:7); Китай — Россия 3:1 (5:15, 15:7, 15:10, 15:12).

### 3-й тур
4—6 сентября

#### Группа Е
Ченнай
4.09: Россия — Южная Корея 3:1 (15:9, 16:14, 12:15, 15:8); Куба — Италия 3:1 (16:14, 15:9, 10:15, 15:10).
5.09: Куба — Южная Корея 3:0 (15:5, 15:2, 15:5); Россия — Италия 3:0 (15:7, 15:7, 15:10).
6.09: Италия — Южная Корея 3:2 (13:15, 15:8, 6:15, 15:12, 15:10); Куба — Россия 3:2 (8:15, 15:4, 15:12, 3:15, 15:13).

#### Группа F
Шанхай
4.09: Китай — Япония 3:1 (11:15, 15:7, 15:2, 15:6); Бразилия — США 3:0 (15:6, 15:7, 15:6).
5.09: Бразилия — Япония 3:0 (15:3, 15:12, 15:6); Китай — США 3:0 (15:8, 15:1, 15:3).
6.09: Япония — США 3:0 (15:5, 15:12, 15:7); Бразилия — Китай 3:0 (15:6, 15:8, 15:13).

## Финальный этап
12—13 сентября.  Гонконг.

### Полуфинал
12 сентября
Бразилия — Куба 3:1 (15:6, 17:16, 11:15, 17:15).
Россия — Китай 3:2 (4:15, 15:11, 15:13, 10:15, 15:13).

### Матч за 3-е место
13 сентября
Куба — Китай 3:1 (3:15, 15:8, 15:9, 15:7).

### Финал
13 сентября
Бразилия — Россия 3:0 (15:11, 15:13, 15:9).

## Итоги

### Положение команд
| Бразилия       |
| Россия         |
| Куба           |
| 4. Китай       |
| 5. Италия      |
| 6. Южная Корея |
| 7. Япония      |
| 8. США         |

### Призёры
Бразилия: Лейла Баррос, Жанина Консейсао, Ракел Силва, Элия Рожерио ди Соуза (Фофан), Вирна Дантас Диас, Ана Паула Родригис, Карин Негран, Жизель Флорентино, Сандра Суруаги, Илма Калдейра, Фернанда Довал, Ана Флавия Санглард. Главный тренер — Бернардиньо (Бернардо Резенде).
  Россия: Ирина Тебенихина, Наталья Морозова, Анастасия Беликова, Любовь Шашкова, Елена Година, Наталья Сафронова, Евгения Артамонова, Елизавета Тищенко, Елена Василевская, Инесса Саргсян, Елена Плотникова, Ольга Чуканова, Елена Сенникова, Валентина Огиенко. Главный тренер — Николай Карполь.
  Куба: Юмилка Руис Луасес, Марленис Коста Бланко, Мирея Луис Эрнандес, Лилия Искьердо Агирре, Регла Белл Маккензи, Индира Местре Баро, Регла Торрес Эррера, Лиана Меса Луасес, Таисмари Агуэро Лейва, Ана Ибис Фернандес Валье, Мирка Франсия Васконселос, Марта Санчес Сальфран. Главный тренер — Антонио Пердомо Эстрелья.

### Индивидуальные призы
MVP:  Лейла Баррос
Лучшая нападающая:  Ана Паула Родригис
Лучшая блокирующая:  Ана Паула Родригис
Лучшая на подаче:  Ракел Силва
Самая результативная:  Любовь Шашкова